# 無効化の危機
無効化の危機（むこうかのきき、英:Nullification Crisis）は、アメリカ合衆国アンドリュー・ジャクソン大統領のときに、アメリカ合衆国議会が成立させた連邦法をサウスカロライナ州が無効化しようとした連邦法無効宣言によって引き起こされた党派抗争の危機である。高度に保護的な1828年の関税法（「唾棄すべき関税」とも呼ばれた）がジョン・クィンシー・アダムズ大統領の任期中の1828年に法制化された。これには南部からまたニューイングランドの一部から反対があり、関税反対者の予測したところでは、ジャクソンが大統領に当選すれば関税もかなり下がるだろうということだった。
国全体に1820年代を通じて経済の落ち込みがあり、サウスカロライナ州は特に打撃を受けていた。米英戦争後イギリスの競争相手に対してアメリカの製造業を成長させるために展開された国の関税政策について、サウスカロライナ州政界の多くが資産が目減りすると言って非難した。1828年までにサウスカロライナ州政界は関税問題で団結するようになっていった。ジャクソン政権がサウスカロライナ州の関心事に対して何の行動も採らなかったとき、州内の最も過激な派閥は州自体でこの関税は無効でありサウスカロライナ州内では適用されないと宣言することを提唱し始めた。ワシントンD.C.では、州の無効化について最も効果的な憲法理論の提唱者であるジョン・カルフーン副大統領とジャクソン大統領の間に、この問題に関する公然の対立が起こった。
1832年7月14日、カルフーンがその職を辞した後で、ジャクソンは1832年関税法に署名し、関税率を幾分下げた。この下げ方がサウスカロライナ州にとっては小さすぎるものであり、11月には州会議が1828年と1832年の関税法は違憲であり、1833年2月1日以降サウスカロライナ州内では執行されないと宣言した。予測された連邦政府の強制執行に抵抗するために、州では軍事的な準備も始められた。2月遅くに、大統領がサウスカロライナ州に対して軍事力を使うことを認める強制法と、サウスカロライナ州にとっては満足のいく新しい関税法の両方を連邦議会が成立させた。サウスカロライナ州会議が再招集され、1833年3月11日に無効化条例を撤廃した。
危機は去り、両者は勝利を主張する理由を見付けられた。関税率は引き下げられたが、無効化の州の権限理論は国によって拒絶された。関税政策は民主党と新しく登場したホイッグ党の間で国家的政治課題であり続け、1850年代までに奴隷制や領土拡張の問題と組み合わされて、国の最も重要で党派を分かつ問題となった。

## 背景 （1787年-1816年）
歴史家のリチャード・E・エリスは次のように書いた。
この変化の程度と、州と連邦政府の間での力の現実的配分問題は、南北戦争まで、さらにそれ以降も政治と理論の議論の対象となった。1790年代初期、アレクサンダー・ハミルトンの国家主義的財政計画対トーマス・ジェファーソンの民主的で農本的な計画という構図で論争が集中し、2つの対立する全国政党の形成に繋がった。この10年間の後半では外国人・治安諸法の成立に続き、州の権限をうたう立場はケンタッキー州およびバージニア州決議で明確にされた。トーマス・ジェファーソンが書いたケンタッキー州決議は、無効化と脱退双方の正当化としてしばしば引用される次の文章を含んでいる。
ジェームズ・マディソンが書いたバージニア州決議では、下記のように類似した議論がある。
歴史家達は、どの程度までこれら決議が無効化の原理を実際に提唱しているかについて意見が異なる。歴史家のランス・バニングは「ケンタッキー州の議会（より可能性が強いのはジョン・ブレッキンリッジ自身）は連邦の権利侵害に対する合法の救済策は各州による『無効化』であり、それぞれの境界内で連邦の操作を妨げるよう独自に行動するというジェファーソンの提案を削除した。協業してはいるが個々にこの種の手段を提案するよりも、ケンタッキー州はこの法が「無効で効力がないこと」と宣言し、連邦議会の次の会期で「抗議を求める」ことで、友邦に団結を求めることで満足した」と書いた。重要な文と「無効化」という言葉は、1799年にケンタッキー州で成立した追加決議で使われた。
マディソンの判断はよりはっきりしていた。マディソンは、幾つかの州に非難された後の1800年に出版され1巻本の長さもある「1798年決議の報告書」を作成したバージニア州議会委員会の委員長だった。このことで州が法的強制力を主張してはいないことを断言した。「このような場合の宣言は意見の表明であり、熟考を喚起することで意見を生み出すこと以上の効果を伴わない。一方司法の意見は、即座に実効あるものに移される。」諸州が共同でその宣言に同意するならば、違憲立法を撤廃するよう議会を説得することから、3分の2の州がするように憲法制定会議を要求することまで、幾つかの現行手段が可能である。無効化の危機の時に、1799年ケンタッキー州決議を渡されると、マディソンはこの決議自体がジェファーソンの言葉ではないし、ジェファーソンはこれを合憲ではなく革命的権利だと意図したと主張した。
マディソンの伝記作者ラルフ・ケッチャムは次のように書いた。
歴史家のショーン・ウィレンツはこれら決議に対する世の中の反対を次のように説明している。

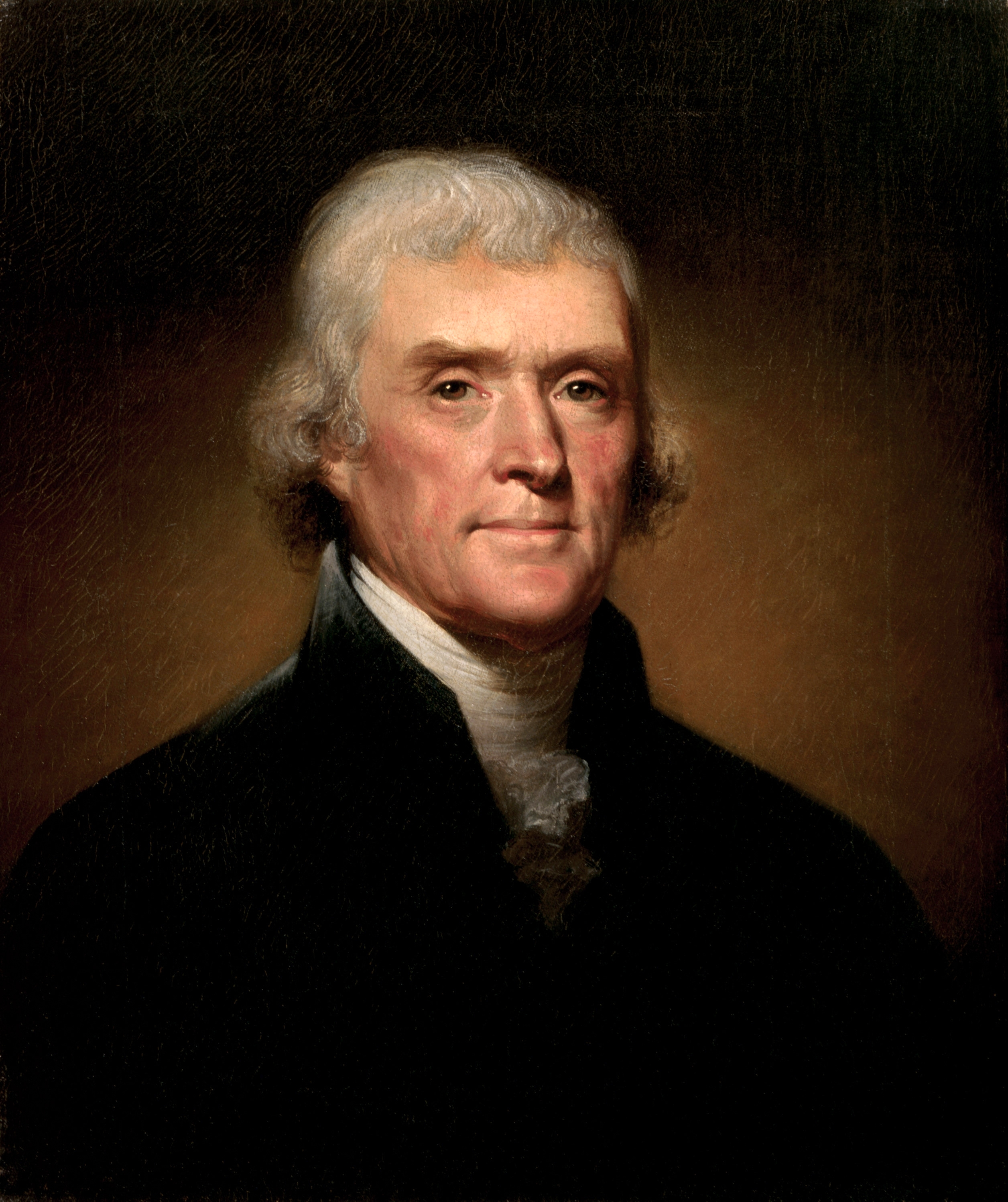
トーマス・ジェファーソンの肖像、by Rembrandt Peale、1800年

1800年の選挙は国政の転換点になって、それまでの連邦党支配から、ケンタッキー州およびバージニア州決議を書いたトーマス・ジェファーソンとジェームズ・マディソンの指導する民主共和党が支配するようになった。しかし、1800年から1817年までの大統領4期でも、「州の権限での進展はほとんど無く、むしろ弱まった。」ジェファーソンの反対にも拘わらず、連邦党の合衆国最高裁判所首席判事ジョン・マーシャルの指導する連邦司法府の権力が高まった。ジェファーソンはルイジアナ買収で連邦の力を拡げ、ヨーロッパの戦争に巻き込まれないよう国家的通商禁止施策を採ったことでさらに拡げた。マディソンは1809年に国軍を使ってペンシルベニア州における合衆国最高裁判決を強制し、「極端な国家主義者」ジョセフ・ストーリーを最高裁判事に指名し、第2国立銀行を作る法案に署名し、また内陸部の改良のために憲法修正を要求した。
米英戦争に対する反対の声はニューイングランドを中心にしていた。ハートフォード会議に送られた代議員達は1814年に集まり、マディソンの戦争政策にたいするニューイングランドの対応を検討した。この議論では多くの急進派が州の権限と州の主権の側に立って訴えることを認めた。最終的に中庸な議論が制し、結論は脱退や無効化ではなかったが、一連の憲法修正を提案した。彼等の問題の大半はその原因が南部の支配する政府にあるとして、提案された修正事項には「5分の3妥協の撤廃、新しい州の加盟を認めるときに両院の3分の2以上が同意するという規定、通商禁止の期間の制限、および明らかにバージニア州を意識して同じ州から続けて大統領が選ばれることを違法とすること」が含まれていた。この提案がマディソン大統領に提出される前に戦争が終わった。

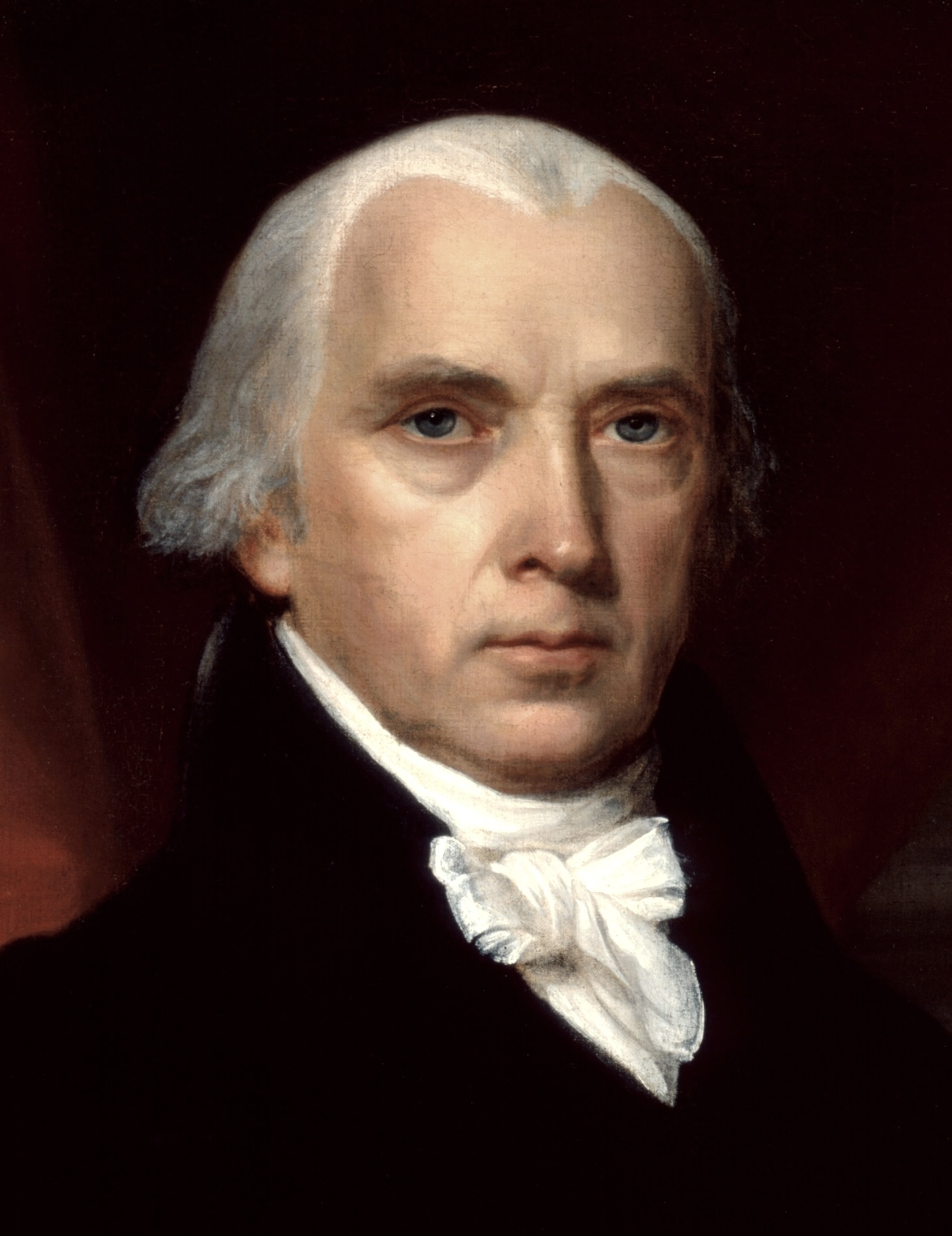
ジェームズ・マディソン

ショーン・ウィレンツは米英戦争が終わった後に次のように述べている。
国家主義の精神は戦後期の著しい成長と経済繁栄に結びつけられた。しかし1819年、この国は初めて不況を経験し、1820年代は政治不安の10年間となって、再びアメリカ的連邦主義の正確な性質について対抗する見解の激しい議論が続いた。1798年には大変有効だった「極端な民主主義と農本主義の言辞」が「多くの市場志向の事業、特に銀行、会社、債権者および不在地主」に対する新たな攻撃となった。

## 関税 （1816年-1828年）
1816年の関税法はいくらか保護的な性格があったが、ジョン・カルフーンやその仲間のサウスカロライナ人ウィリアム・ラウンズを含めて、国中からの支持を得た。内陸部の改良計画に結びつけられた最初の明確に保護的な関税は1824年関税法だった。ヘンリー・クレイが提案したこの関税は、価格に応じて35％という一般的な保護の高さがあり（1816年関税法では25％）、鉄、毛織物品、綿花、麻、および毛と綿の袋地について引き上げられた。この法案は下院の票決で107対102という僅差で可決された。大西洋岸中部と北西部の州は法案を支持し、南部と南西部の州が反対、ニューイングランドの州は分裂したが大半が反対側だった。上院ではテネシー州選出の上院議員アンドリュー・ジャクソンの支持もあり、4票差で可決した。ジェファーソン、マディソンと続いたバージニア人によるホワイトハウス支配の後継者ジェームズ・モンロー大統領が1824年3月25日に法案に署名した。マサチューセッツ州のダニエル・ウェブスターはこの関税に対するニューイングランドの反対派を率いた。
高い関税の見通しや合憲性に対する抗議が1826年に始まり、1827年には、ウィリアム・ブランチ・ジャイルズが、1798年のバージニア州決議や1800年のジェームズ・マディソンによる決議の弁護を持ち出して、連邦議会が保護的関税を通す権限を否定する決議案をバージニア州議会で成立させた。マディソンは無効化も違憲性もその訴えを否定した。彼は常に商業を規制する権限には保護も含まれているという見解だった。ジェファーソンはその人生の終わりに、保護関税に対する反対意見を記していた。

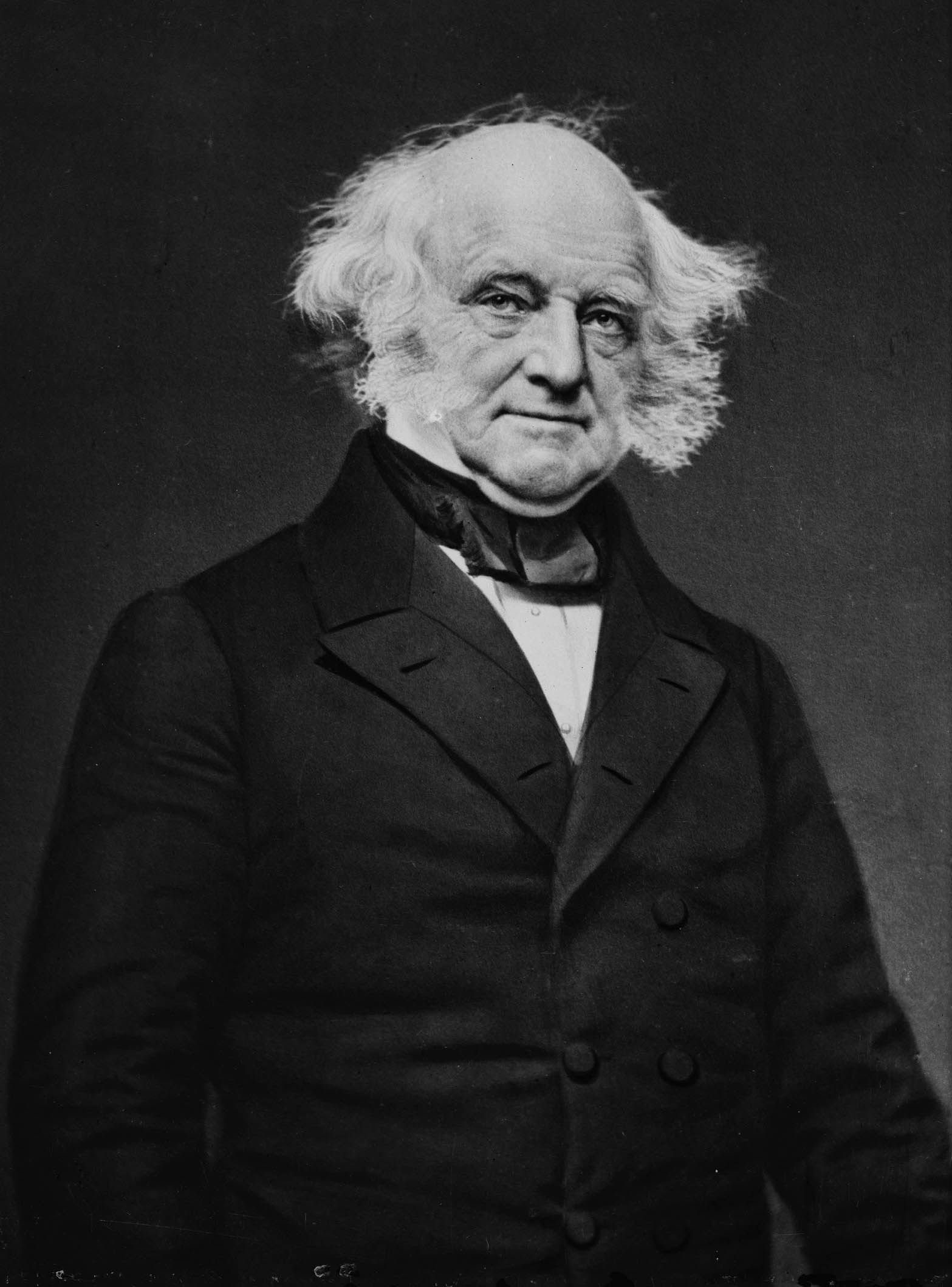
マーティン・ヴァン・ビューレン

1828年関税法は大部分マーティン・ヴァン・ビューレンの作品（ただし、ニューヨーク州のサイラス・ライト・ジュニアが主要な条項を準備した）であり、一部はアンドリュー・ジャクソンを大統領に当選させる策略だった。ヴァン・ビューレンは問題に拘わらず南部がジャクソンに投票するものと考え、法案の起草のときに南部の利益を無視した。ニューイングランドは現職のジョン・クィンシー・アダムズを支持するだろうと考えたので、ニューイングランドで消費される麻、亜麻、糖蜜、鉄およびダック生地のような原材料に重い関税を掛けた。鉄の課税額を増すことはペンシルベニア州の利益を満足させることもあり、ヴァン・ビューレンは、この関税がペンシルベニア州、ニューヨーク州、ミズーリ州、オハイオ州およびケンタッキー州をジャクソンに付かせることになると読んだ。南部やニューイングランドの数人からの反対があったものの、関税法は議会における多くのジャクソン支持者の全的支持で成立し、1828年早くにアダムズ大統領が法案に署名した。
予測されたようにジャクソンとその副大統領候補ジョン・カルフーンはルイジアナ州を除いて全南部州で圧倒的な得票で制し、アダムズは一般選挙で44％の得票率だったが落選した。しかし、多くの南部人は、ジャクソンが初めの2年間の議会に対する年間教書で関税に対する強力な攻撃を始めなかったことで不満になった。歴史家のウィリアム・J・クーパーは次のように記している。

## サウスカロライナ州の事情 （1819年-1828年）

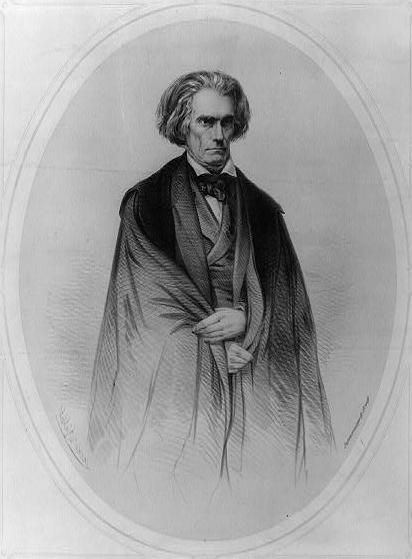
ジョン・カルフーン

サウスカロライナ州は1820年代の全国的経済不況で大きな影響を受けていた。この10年間で、56,000人の白人と、58万人いた自由および奴隷のアフリカ系アメリカ人の中で3万人の奴隷が、より住みやすい場所を求めて州を離れた。歴史家のリチャード・E・エリスはこの状況を次のように表現した。
ウィリアム・スミスやトマス・クーパーのような州の権限提唱者に率いられた州の指導者達は、州内経済の問題大半を1816年関税法や内陸部改良計画の性だとしたが、土壌の衰えや新しい南西部との競合も州の屋台骨が傾いたことの大変大きな理由だった。ジョージ・マクダフィーは反関税勢力で特に実効のある発言者であり、40樽理論を世に広めた。マクダフィーは綿完成品への40％関税は、「製造者が貴方の納屋に侵入し、貴方の作る100樽につき40樽を奪うこと」を意味していると言った。この考えは数学的には間違っているが、その支持者達の神経には訴えた。カルフーンのような国家主義者はそのような指導者達の勢力が増すにつれて、以前の立場から引き下がるを得ず、エリスの言葉を借りれば、サウスカロライナ州の中で政治的に重要であり続けるために「州の権限の理論のより過激なもの」も採用するしかなかった。
サウスカロライナ州で最初の無効化の動きは1822年に起こった。自由黒人の水夫達がデンマーク・ビージーの計画した奴隷反乱を助けたと信じられた。サウスカロライナ州は黒人水夫法を成立させ、海外の黒人海員はすべてチャールストンに船が入っている間は収監されることを要求した。最高裁判事ウィリアム・ジョンソンは巡回裁判所判事の職権で、その法はアメリカ合衆国がイギリスと結んだ条約を侵害しているので違憲だと判決した。サウスカロライナ州上院は、この判決が無効であり、法律は執行されると声明を出した。連邦政府はジョンソンの判決を押しつけようとはしなかった。

## サウスカロライナ州における無効化への歩み （1828年-1832年）

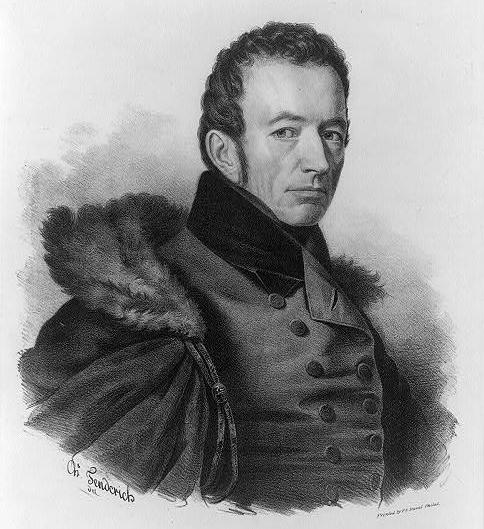
ジョエル・ポインセット

歴史家のアベリー・クレイブンは、1828年から1832年の議論は偏にサウスカロライナ州の事情に限定された問題だとしている。州自体は団結しておらず、両論はほぼ同じくらいの勢力だった。州の西部やジョエル・ポインセットに率いられたチャールストンの1派はほぼ最後までジャクソン大統領に忠実なままだった。ほんのわずかな部分が「国家主義的北部対州の権限南部」の間の紛争に関わっていた。
1828年関税法の最終票決が行われた後で、サウスカロライナ州選出議員は2つの集会を開いたが、2回目は上院議員ロバート・Y・ヘインの家でだった。彼等は南部が団結して反応しようという提案を仕掛けることを拒絶されており、州単独に如何に反応するかに焦点を当てた。多くの者が、関税政策は近い将来に脱退に導く可能性があるというジョージ・マクダフィーの考えに同意する一方で、この問題は近付きつつある大統領選挙ではできるだけ論点にしないということでも全員が一致した。カルフーンはこの集会に居なかったが、緩衝効果を与える者として機能した。カルフーンは関税を下げさせる第1段階は次の選挙でアダムズとその支持者達を破ることだと考えた。ウィリアム・C・プレストンはサウスカロライナ州議会のために、カルフーンが関税の状況に関する報告書を準備するよう求めた。カルフーンは直ぐにこの提案を飲み、数週間のうちに35,000語からなる後に『サウスカロライナ州の解説と抗議』と呼ばれるものの草稿を書き上げた。
カルフーンの「解説」は1828年後半に完成した。この中で1828年関税法は商業や農業よりも製造業に有利となるようになっているので、違憲であると論じた。関税を課す権限は歳入を得るためにのみ使われると考え、アメリカの産業が外国との競争で保護されるためではないとした。民主的に選ばれた集会で行動するある州、あるいは幾つかの州の市民は、憲法に違背する連邦政府のいかなる法も拒否権を発動する固有の権限があると考えた。この拒否権は無効化理論の核であり、カルフーンの「解説」で次の様に説明された。
この報告書は当時の不満を呼んだ関税に関する南部の具体的苦情も詳述していた。マクダフィーのような「短気な人」は連邦政府に対して過激な行動を議会に採り入れさせる怖れもあったので、歴史家のジョン・ニーブンはカルフーンの文書における政治目的を次のように表現している。
報告書は州議会に提出され、5,000部が複写されて配布された。カルフーンはジャクソンの次の大統領になるという構想もあったので、著者だと分からないようにしていたが、この情報は直ぐに漏れた。州議会は当時この報告書について何の行動も採らなかった。
1828年夏、間もなくサウスカロライナ人の中でも最も急進的と考えられるようになるロバート・バーンウェル・レットが関税に関する論争に入ってきた。レットは州議会議員であり、議会の特別会期を開催するよう知事に要求した。レットは傑出した演説家でもあり、その選挙区民には連邦議会における多数派に抵抗するよう訴えた。レットは何もしないことの危険性について次のように述べた。
レットの革命や戦争を説いた言辞は1828年の夏ではあまりにまだ過激だったが、ジャクソンの当選が確実になった10月28日にジェイムズ・ハミルトン・ジュニアが「正式な無効化運動を起ち上げた。」ハミルトンは以前の国家主義を否認し、大衆には「貴方達の監督者は、仕組みの乱用や腐敗から思いやりの心やほんのわずかな同情心も無しに、直ぐに専制者になるに違いない」と警告した。ハミルトンはジェファーソンの言う無効化の「正当な救済策」の遂行を要求した。ハミルトンは演説原稿の写しを直接次期大統領のジャクソンに送りつけた。しかし、ハミルトンやマクダフィーによる州全体に拡がる運動にも拘わらず、1829年に無効化に関わる会議を招集するという提案は、1828年暮れに招集されたサウスカロライナ州議会で否決された。カルフーン、ヘイン、スミスおよびウィリアム・ドレイトンのような州の指導層は全て公には何もしないでいることができるか、あういは次の数年間は無効化に反対した。
州内の急進派と保守派の間の分裂は1829年から1830年の間は続いた。州内の内陸部との交易を促進するために鉄道建設予算を確保する州の計画が挫折した後で、州は連邦議会に鉄道建設を試みる会社に250,000ドルの投資を請願した。連邦議会はこの問題を棚上げし、サウスカロライナ州内では州の投資を望む者と再度連邦政府の関与を求めようとする者との間で議論が再開された。この議論では州内のそこそこの少数派がクレイのアメリカ・システムに興味を持っていることが明らかになった。しかし、ウェブスターとヘインの討論による影響で急進派を活性させ、中道派もその方向に動くようになった。
1830年のサウスカロライナ州選挙運動は関税問題と州協議会の必要性に焦点が当てられた。急進派は守勢に立って、協議会は必ずしも無効化賛成にはならないと重点を移した。有権者に拘束されない協議会が問題となる選挙戦を提示された所では、急進派が概して勝利した。保守派が効果的に選挙戦を無効化に付いてのものと定義した所では、急進派が敗北した。10月の選挙は辛うじて急進派が制したが、問題の曖昧さによって具体的な権能無しに置いておかれた。しかし、サウスカロライナ州では知事が議会で選ばれるのであり、急進派運動の指導者ジェイムズ・ハミルトンが知事に選ばれ、その仲間の急進派ヘンリー・L・ピンクニーがサウスカロライナ州下院の議長に選出された。空席だった合衆国上院議員には、より急進派のスティーブン・ミラーがウィリアム・スミスを破って当選した。
急進派が指導層を占めた1831年、気運は急進派の方に流れ始めた。州政界はこの時無効化派と連邦維持派の線で厳密に分かれた。さらに、議会の勢力は協議会招集に必要な3分の2には届いていなかった。急進派の多くは、カルフーンに大統領になろうとしていることの無益さを悟らせれば自分達の仲間に引き込めると考えた。一方カルフーンは自分でマーティン・ヴァン・ビューレンが明らかにジャクソンの後継者として擡頭しているという結論を引き出していた。ハミルトンの貢献でジョージ・マクダフィーがチャールストンで3時間の演説を行い、いかなる犠牲を払っても関税法を無効化すべきと要求した。州内ではマクダフィーの演説の成功が連邦政府との軍事的対決と州自体の内戦の可能性をもたらしたように見られた。カルフーンはもはや沈黙が選択肢としては受け付けられなくなり、州内で反関税派を支配する機会を探り、6月までにそのフォートヒル演説と呼ばれることになるものを準備した。

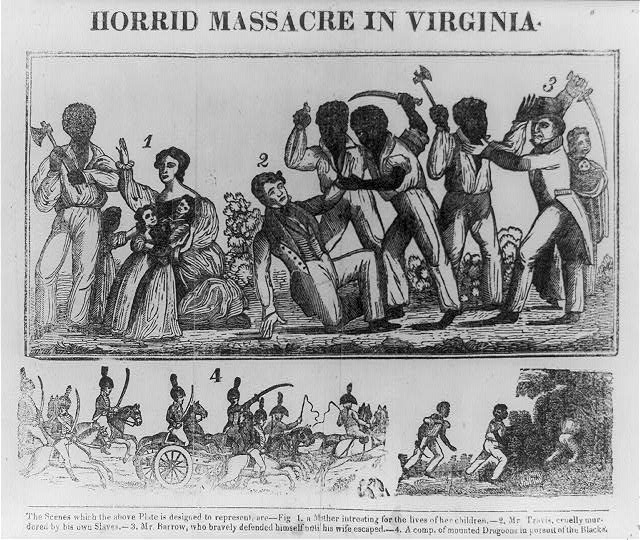
バージニア州のナット・ターナーの反乱は南部中に警鐘を鳴らした。

カルフーンの演説は1831年7月26日に出版され『解説』の中で作った立場を繰り返し、拡げた。演説の大半で論理はジャクソン派大半の州の権限の立場に一致しており、ダニエル・ウェブスターですらそれは「最も有能で最も称賛すべきことであり、それゆえに特別な形態の革命を最も危険に正当化するものである」と述べている一方で、この演説はカルフーンをはっきりと無効化の側に置いた。サウスカロライナ州内で、演説の中にあった穏健な試みは何でもバージニア州でのナット・ターナーの反乱の報せが届いたときにかき消されてしまった。奴隷制度廃止運動と関税問題の党派的側面との間に関連性を見付けたのはカルフーンだけではなかった。それはカルフーンが1830年9月11日の手紙に次のように書いていたことで確認できる。
この見解から、無効化推進派はその組織化と言辞を加速させた。1831年7月、州の権限と自由貿易の協会がチャールストンで結成され、州中に拡大した。サウスカロライナ州の貴族達に率いられた過去の政治組織とは異なり、この集団は奴隷を保有しない農夫、少数の奴隷を保有する者、およびチャールストンの非農家まで民衆の全ての階層を具体的対象にしていた。ハミルトン知事はこの協会が政治的かつ社会的組織であり、州内で拡大するという見解の提唱者であり、1831年の冬と1832年の春には協議会を開いて無効化運動を州内で活性化するよう呼びかけた。保守派は組織でも指導力でも急進派に対抗できなかった。
1832年の州選挙では「緊張に包まれ、暴力がちりばめられた」ものとなり、「礼儀正しい討論がしばしば辺境の乱闘に悪化して」いった。それまでの選挙とは異なり、選択は無効化派か連邦維持派かではっきりしていた。結果は無効化派の勝利となり、1832年10月20日、ハミルトン知事は議会に協議会を検討する特別会期を要求した。議会の票決は、下院で96対25、上院で31対13となった。
1832年11月、無効化協議会が開催された。この協議会は1828年と1832年の関税が違憲であり、1833年2月1日以降、サウスカロライナ州内では強制されないと宣言した。さらに税金を徴収しようとするために軍隊を使う試みは州を脱退に導くものだと宣言した。1833年にハミルトンを引き継いだロバート・ヘイン知事は2.000名の騎馬民兵と25,000名の歩兵を編成し、軍事衝突の場合は即座にチャールストンに行軍することとした。これらの部隊は北部で10万ドルで購入した武器で武装されることになった。
議会で成立した授権法規は、もし可能ならば衝突を避けてその過程で法的見地のオーラを生むように慎重に構築された。連邦維持派との紛争を避けるために、輸入業者が望むならば関税を払うことを認めた。その他の者には、税関職員から渡される紙の関税証書を得ることで関税を払ったものとされた。彼等は期限が来たときにその証書への支払を拒否し、もし税関職員が物品を応酬した場合は、その商人は州裁判所に物品の返還を求めて動産占有回復の令状を求めて提訴することとされた。（物品を連邦軍の保護下に置くことで）物品の返還を拒んだ税関職員は物品価格の2倍を払う義務があるとされた。州役人と判事が法を支持することを確実にするために、新しく州役人になる者には試験宣誓が要求され、それで無効化条例の支持の下に結束させることとされた。

## ワシントンD.C. （1828年-1832年）

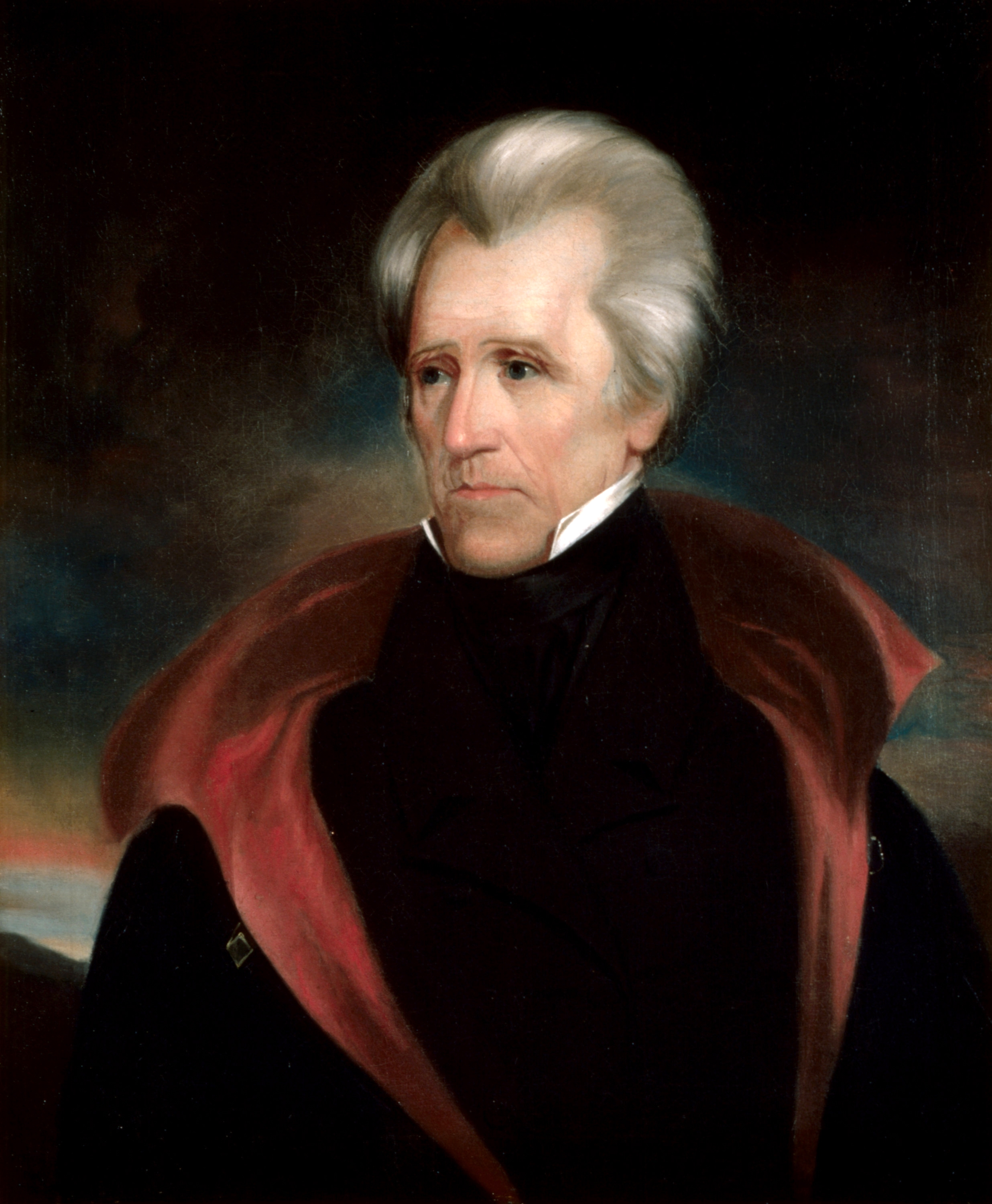
アンドリュー・ジャクソンのホワイトハウスにある公式肖像画

ジャクソン大統領が1829年に就任したとき、「醜態の関税」で引き起こされる混乱によく気付いていた。1824年の関税に賛成票を投じさせた過去の信条の幾つかを放棄していたかもしれないが、軍備のために不可欠な製品に対する保護は正当化されるとまだ考えており、当時の関税は国の負債が完済させるまで引き下げられるべきではないと考えた。この問題に就任演説と議会での当初3回の演説で触れたが、具体的救済手段は提案しなかった。1831年12月、サウスカロライナ州における無効化賛成者が気運を掴む中で、ジャクソンは「あらゆる大きな緊急時にこの合衆国の友邦を際だたせた譲歩と和解の精神の実行」を推奨した 。しかし、無効化の合憲問題については、州の権限を強く信じていたにも拘わらず、触れなかった。
カルフーンの『解説と抗議』が無効化の原理に関する国民的討論を始めさせた。国家主義者の見解を提唱する指導者には、ダニエル・ウェブスター、最高裁判事のジョセフ・ストーリー、判事のウィリアム・アレクサンダー・デュア、ジョン・クィンシー・アダムズ、ネイサン・チップマンおよびネイサン・デインがいた。これらの人々はカルフーンが提案した盟約理論について、憲法は人民の産物であり、州の産物ではないと主張して拒絶した。国家主義者の立場に拠れば、最高裁は法律の合憲性について最終回答を出せるのであり、国家の連合は永遠で各州に対する優越的権限があるとしていた。一方無効化派は、中央政府がその権限の最終的権威者ではなく、州は契約する主体として独自に合憲か合憲ではないかを判断できるとしていた。カルフーンの『解説』は無効化がケンタッキー州とバージニア州決議の背後にある論理的思考に基づいており、年老いたジェームズ・マディソンはエドワード・エヴァレットにあて、出版を意図された1830年8月28日の手紙でこれに同意していなかった。マディソンはいかなる個別の州も盟約を変えられないと否定し、次のように書いた。

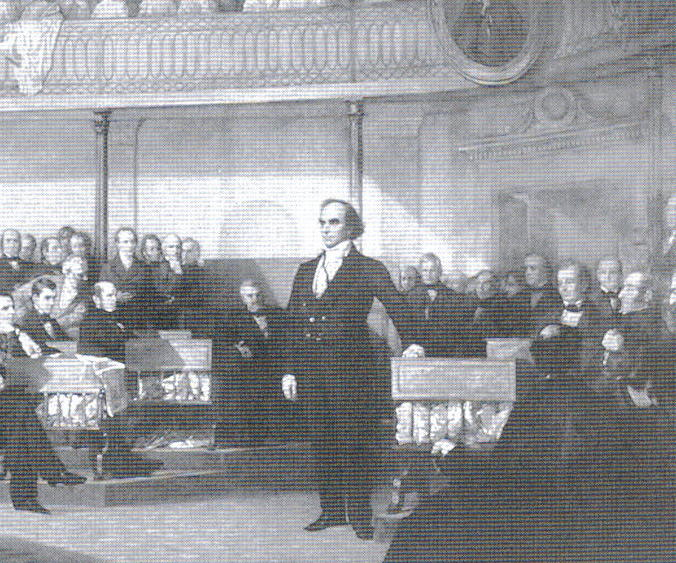
ヘインに反論するダニエル・ウェブスター by George P.A. Healy

関税を撤廃させるための南部戦略の一部は西部との連携を手配することだった。その計画では、西部が関税撤廃を支持するならば、西部における公有地の自由な利用要求を南部が支持するというものだった。この目的に沿って1830年代初期はロバート・ヘインが合衆国上院議員となり、「上院の歴史の中でも最も著名な討論」が始まった。ダニエル・ウェブスターの反応は結果的にウェブスター＝ヘイン討論と呼ばれる中で、西部の土地という具体的問題からアメリカ合衆国の性格そのものに関する一般的討論に移っていった。ウェブスターの立場はマディソンとは異なっていた。ウェブスターはアメリカ合衆国市民が1つの集合体として行動すると主張し、マディソンは幾つかの州の市民が集合的に行動するとした。ジョン・ローワンはこの問題でウェブスターに反対して発言し、マディソンはウェブスターを祝福するように記したが、自身の立場を説明していた。議論は無効化に関する意見の違いを十分に明確な表現で表し、「自由と連合、今と永遠、1つと切り離せない物」という結語になったウェブスターの回答書を4万部複写し、国中に配布された。
多くの人々は州の権限でジャクソンがヘインの側に付くと期待した。しかし一旦討論が脱退や無効化に及ぶと、ジャクソンはウェブスターに味方した。1830年4月13日、トーマス・ジェファーソンの誕生日を祝う民主党の伝統的祝賀会でジャクソンはその立場を明確にする方法を選んだ。祝杯の交換の中でヘインは「州の連合、また州の主権」と提案した。ジャクソンの反応は、その順番が来たときに、「我々の連邦の合衆国、それは保たれねばならない。」だった。出席者達にはその効果が劇的だった。カルフーンは自分の乾杯で反応しようとして、先の討論の時のウェブスターが締め括った言葉、「連合、我々の自由に次ぐもの、最も大切なもの」で応じた。最後はマーティン・ヴァン・ビューレンが「相互の自制と互いの譲歩。合衆国が作られた代理人を通じて。彼等が拡がった愛国的精神は永久にそれを保つだろう。」と提案した。
ヴァン・ビューレンはジャクソンの乾杯についてその自伝の中で「ヴェールは引き裂かれた。夜のまじないは昼の光に曝された。」と記した。トマス・ハート・ベントンはその自伝で、その乾杯は「国中をあっと驚かせた」と述べた。ジャクソンは数日後に、サウスカロライナ州からの訪問者が州内の友人達に伝える言葉がないかを訪ねられたとき、最後のせりふをはいた。その回答はつぎのものだった。
関税以外の他の問題はまだ決着していなかった。1830年5月、ジャクソンはメイズビル道路法案における重要な（特にケンタッキー州とヘンリー・クレイにとって）内陸改良計画に拒否権を発動し、5月末に議会が休会になるすぐ前にその他の計画にも拒否権を続けた。クレイはこれらの拒否権発動を使って、自らの大統領選挙運動を起ち上げた。1831年、アメリカ合衆国銀行の再国有化についてはクレイとジャクソンが対立する立場にあり、長く一触即発の問題を再開した。この問題は1831年12月にボルティモアで開催され、クレイを大統領候補に指名した国民共和党党員集会で取り上げられ、再国有化の提案は1832年1月6日に正式に連邦議会で起案された。上院を宰領する副大統領としてのカルフーンがヴァン・ビューレンを駐イギリス大使に指名する投票で最後の1票を投じて否決したとき、カルフーンとジャクソンの亀裂は注目の的になった。ヴァン・ビューレンはその後5月に開催された1832年民主党全国大会でジャクソンの副大統領候補に選出された。

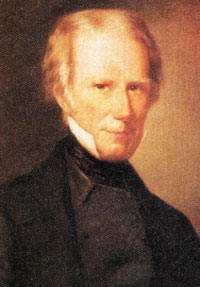
ヘンリー・クレイ

1832年2月、ヘンリー・クレイは20年ぶりに合衆国上院に復帰し、新しい関税の計画とそのアメリカシステムの拡大を要求する3日間にわたる演説を行った。クレイは、ジョン・カルフーンや他の南部人に手を差し伸べようとして、翌年に予測される予算超過量に基づく1,000万ドルの歳入削減を提案した。この削減は主に国内生産者との競争が無い輸入品から出たものなので、少なからぬ保護は計画の一部として残っていた。ジャクソンは関税全体を28％まで下げる代案を提案した。この時は下院議員だったジョン・クィンシー・アダムズはその製造者委員会を使って妥協法案を作ったが、その最終形では、競争のない商品の関税率を下げ、毛織物、鉄および綿製品の高い関税は維持することで、歳入を500万ドル下げる案になっていた。そのような法案の通常制作者であるジョージ・マクダフィーの歳入委員会は政治的な操作を行う過程で、全製品にわたって大きく削減する法案を準備した。マクダフィーの法案は暗礁に乗り上げた。ジャクソンは、アメリカ合衆国銀行再国有化法案に拒否権を使った数日後の1832年7月14日に1832年関税法案に署名した。連邦議会はジャクソンの拒否権無効化に失敗した後に休会となった。
連邦議会が休会にはいると、ジャクソンはサウスカロライナ州の動きを注意深く見守った。無効化派は1832年関税法に意味ある妥協を見出さず、前述のような対応に出た。ジャクソンは、チャールストンで陸軍や海軍の軍人を離反させようとしているという噂を耳にし、陸軍長官と海軍長官に部隊や士官の忠実さに応じてローテーションを始めるよう命じた。ウィンフィールド・スコット将軍には陸軍作戦行動の準備をさせ、ノーフォークの海軍戦隊にはチャールストンへ向かう準備をするよう命じた。ジャクソンはジョエル・ポインセット、ウィリアム・ドレイトンおよびジェイムズ・Ｌ・ペティグルのような連邦主義者との連絡がいつでも可能なようにしておき、ケンタッキー州知事の弟ジョージ・ブレジットを派遣して独自に政界と軍隊の情報を集めさせた。ペティグルは10月の選挙に敗北した後で、ジャクソンに「州協議会と無効化の法案について直ぐにでも聴聞を準備」すべきと忠告した。1832年10月19日、ジャクソンは陸軍長官に宛てて、「砦と守備隊を民兵が急襲する試みが行われるであろう。十分な警戒によって守られ、力による試みは直ぐに排除され警告となる罰を与えられなければならない。」と書き送った。11月半ばまでにジャクソンの大統領再選が確実になった。
12月3日、ジャクソンは議会に4回目の年間教書を送った。それは「基調と要旨で断固として州の権限と農本主義」であり、一時的手段以外の保護を否定していた。無効化に関するその意図はヴァン・ビューレンに話していたように、「単なる泡としてほとんど検討もなく通過させ、現行法を有効と見て、抑制し止めさせる」ということだった。ジャクソンは政党や党派を超えるであろう「道徳の力」を生もうと期待した。無効化に言及した教書の1節は次の通りだった。
12月10日、ジャクソンは主にサウスカロライナ州民衆に向けた別の声明を発した。この声明では、無効化派の立場を「非現実的な愚行」であり、「実行できない理論を追求する高度に抽象的考え方」と特徴付け、その信念を次のように簡潔に述べた。
ジャクソンが使った言葉はサウスカロライナ州から上がってくる報告と結びついて、当事者双方の多くに軍事衝突の可能性を想起させた。ヴァン・ビューレンとトマス・ハート・ベントンなどに率いられる民主党の集団はこの危機を解決する唯一の手段が関税の少なからぬ低減であると見ていた。

## 交渉と対立 （1833年）
ジャクソンは、関税が現行法で強制できるという以前の主張とは明らかに矛盾して、1833年1月16日に連邦議会に強制法教書を送った。サウスカロライナ州ボーフォートとジョージタウンの税関は閉ざされ、それぞれの港に停泊する船で代行するものとした。チャールストンでは、チャールストン港のピンクニー城かムールトリー砦のどちらかに税関が移されることになっていた。信用状よりも現金支払いが求められるとされ、州が逮捕を拒んだ違反者や州の無効化法でアメリカ合衆国巡回裁判所を排除した場合に起こるであろうあらゆる場合に備えて、連邦刑務所が造られるものとされた。最も議論の多いところでは1795年と1807年の民兵法であり、民兵と正規アメリカ軍の双方で税関法を強制することが認められるよう改正されることとされていた。サウスカロライナ州では、論争を無効化から提案されている強制執行の方に焦点を移し替えるような試みが成された。
強制法案はペンシルベニア州の保護主義者ウィリアム・ウィルキンスが委員長を務める上院司法委員会に送られ、ダニエル・ウェブスターとニュージャージー州のセオドア・フリーリングハイゼン議員によって支持された。それはジャクソンが求める全てをジャクソンに与えた。1月28日、上院は法案について討論引き延ばしを行うという動議を30対15票で否決した。この遅延させるという動議に賛成した票のうち2人を除いて全てはローワーサウスからのものであり、この地域からは3人のみが動議に反対する投票を行った。さらに票決を重ねるために、強制力の期間を制限し騒擾を防ぐことよりも抑圧するために軍隊を使うことを制限する提案が成された。下院の司法委員会では4対3票でジャクソンが軍隊を使うという要請を否決した。2月15日にカルフーンがそれに強く反対する主要演説を行うまでに、強制法案は一時的に立ち往生した。
関税問題については、妥協関税案を起草する任務が12月に、この時はグリアン・C・ヴァープランクが委員長を務める下院歳入委員会に割り当てられた。委員会案に関する下院の議論は1833年1月に始まった。ヴァープランク関税案は向こう年間で1816年レベルまで関税率を下げるが、保護という基本原則は維持するという提案だった。反ジャクソンの保護主義者達は、1832年関税法案を試してもみずに、「サウスカロライナ州の脅しや空威張りにみっともなく諂う」経済的惨事としてこの関税法案を見ていた。北部の民主党員は原則としてそれに反対しなかったが、自分達の選挙区民の様々な利益に対してまだ保護を求めていた。無効化派に同調する者達は保護原則を具体的に放棄するよう望み、妥協点として移行期間を長くすることは進んで提案した。ヴァープランク関税案は実行に移されないことは明らかだった。
サウスカロライナ州では、不必要な対立を避ける試みが成されていた。ヘイン知事はチャールストンで集めるよりも自分で作った25,000名の軍隊を地元で訓練するよう命令した。1月21日のチャールストンで開かれた大衆集会では、無効化執行期限である2月1日を、連邦会議での妥協関税法案審議に合わせて延期することが決められた。これと同時にバージニア州の検査官であるベンジャミン・ワトキンス・リーがチャールストンに到着し、ジャクソンと無効化派の双方を批判し、調停者としてバージニア州を提案する決議案を持ってきた。
ヘンリー・クレイは大統領選挙での敗北をまだよく受け止められておらず、関税交渉に関してどのような立場を取れるか決心がついていなかった。クレイの昔からの関心は、ジャクソンが最終的に保護関税主義をクレイのアメリカ・システムと共に葬り去ってしまう決心をするのではないかということだった。2月、製造者や砂糖産業の保護に賛成するルイジアナ州の砂糖関係者と相談した後で、具体的妥協案作成に動き出した。出発点として無効化派の提案する移行期間を認めたが、それを7年半から9年まで延ばし、最終目標は「商品価格に応じて」20％に置いた。まずその保護主義の基盤からの支持を得た後で、仲介者を通じてカルフーンに話を持っていった。カルフーンは受け入れる用意があり、クレイの寄宿舎でクレイと個人的に会談した後は、交渉が進行した。
クレイは2月12日に交渉の済んだ関税法案を提出し、即座にクレイを委員長に、テネシー州のフェリックス・グランディ、ペンシルベニア州|のジョージ・ダラス、バージニア州のウィリアム・キャベル・リーブス、ウェブスター、デラウェア州のジョン・M・クレイトンおよびカルフーンを委員とする特別委員会に委ねられた。2月21日、委員会はクレイが当初提案した案にほとんど近い形で法案を上院本会議に上程した。1832年関税法案は継続するが、20％以上の関税は全て2年毎に10分の1ずつ下げられ、最終的に1842年には20％まで戻されるとされていた。原則としての保護主義は放棄されず、もし国の利益が求めるならば関税を上げることも可能とされた。
交渉された合意事項によって具体的に結びつけられてはいなかったが、強制法案と妥協関税法案は容赦なく結びつけられた。クレイは2月25日の関税に関する討論を打ち切る演説で、ジャクソンのサウスカロライナ州に対する声明を扇動するものと非難し、強制法と同じ問題を認めたがその必要性を示唆し、妥協関税法案をバランスを戻し、法の規則を促進し、また最終的合意に達しない場合の結果だと言った「都市の破壊」「田園の荒廃」および「煙の立つ廃墟」を避けるための最終手段だと持ち上げることで、妥協に向けた声の心を掴んだ。下院は妥協関税法案を119対85で、強制法案を149対48で可決した。上院では妥協関税法案が29対16で通り、強制法案は多くの反対者が投票するよりも退場を選び、32対1で可決された。
カルフーンは最終妥協案の報せを持ってチャールストンに急行した。無効化協議会が再度3月11日に開催された。そこでは11月の無効化条例を撤廃し、「純粋に象徴的身振りとして」強制法案の無効化もした。無効化派は譲歩をしたとしても、関税問題での勝利を主張する一方、無効化に関する判断はさまざまだった。結局は多数派が支配したことで、奴隷制を続ける南部すなわち少数派には悪い前兆となった。レットは3月13日の協議会でこのことを要約した。その警告は「奴隷を保有する人々は狂人であり、いや狂人よりさらに悪く、その手で運命を保たない」とし、次のように続けた。

## その後
この危機の最終的解決とジャクソンの指導力は北部にも南部にも訴えるものがあった。歴史家でジャクソンの伝記作者ロバート・V・レミニは無効化が伝統的に州の権限をうたう南部州から引き出した反対を次のように表現した。
フォレスト・マクドナルドは州の権限賛成者の中で無効化について分裂したことを表現して、「州の権限の原理は、大半のアメリカ人が思っているように、排他的にではなく、むしろ主に連邦政府の権威に対する州の反抗に関わっている」と書いた。
しかし、無効化の危機が終わるまでに、多くの南部人はジャクソン流民主主義者が南部の利益を代表しているのか疑問に感じ始めた。歴史家のウィリアム・J・クーパーは「多くの南部人がジャクソン流民主党のことを南部を守る楯となるよりも、南部を目指す槍になっていると考え始めた」と記した。この疎外感によって生まれた政治的空白にホイッグ党の南部派が形成された。この党はアンドリュー・ジャクソンとより具体的には「連邦と執行権限の定義」に対する反対という共通の糸で結ばれた興味の連衡であった。ホイッグ党には「都市、商業および国家主義的見解」を持つ元国民共和党員と元無効化派が含まれていた。「彼等は民主党員よりも南部人らしい」と強調し、「臆面もない活力と歓喜で奴隷制廃止問題を追及」することで南部の中で成長した。両党はどちらが南部の制度を守るのに適しているかを議論し、1840年代に米墨戦争や領土拡張で問題となってきた自由の土地と奴隷制廃止運動との間の微妙な違いは、決して政治的対話の一部にならなかった。この失敗で奴隷制問題の不安定さを増していくことになった。
リチャード・エリスは、危機の終わりは新しい時代の始まりを意味したと主張した。州の権限運動の中で、単純に「弱い、不活発なつましい政府」という伝統的な願望は挑戦を受けた。エリスは「南北戦争に向かう時代の中で、無効化派とその奴隷制擁護同盟は連邦政府の権限拡張に努めるようなやり方で州の権限と州の主権を用いたので、特有な制度をより効果的に守ることができた」と述べている。州の権限は1850年代までに憲法の下での州の平等という要求になっていった。

マディソンはその論文の中に「私の国への助言」という2つの段落を残すことで、この初期の傾向に反応し、合衆国は「大事にされ不滅にされるべきである。それに対して公然と敵対するものは箱を開けられたパンドラと見なそう。またそれを装うものは天国に入ろうと執念深い策略を持って忍び寄る蛇だと見なそう」と宣言した。リチャード・ラッシュが1850年にこれを正式に出版し、その時までに南部の精神は非常に高まっていて、それが偽造だと非難した。
奴隷問題に関する南部の最初の試練は1835年の最後の連邦議会議事で始まった。ギャグルール討論と呼ばれるものの中で、奴隷制廃止論者達がワシントンD.C.における奴隷制と奴隷貿易の停止に焦点を当てる反奴隷制請願で連邦議会を満たした。この討論は、サウスカロライナ州のヘンリー・ピンクニーやジョン・ハモンドに率いられる南部人が公式には請願を議会が受け取れないようにしたので、議事毎に再開された。ジョン・クィンシー・アダムズの指導で奴隷制の討論は1844年遅くまで国家的論題であり続け、議会は請願を処理する時の制限を全て解除した。
無効化の危機の残したものについてショーン・ウィレンツは次のように表現した。
サウスカロライナ州にとって、無効化の危機の名残は危機の間に州内でできた分裂と、危機が解決された後の州の明らかな孤立という2つの問題にあった。サウスカロライナ州が最初に合衆国から脱退した州になった1860年までに、他の南部州よりも州内は一つに固まっていた。歴史家のチャールズ・エドワード・コーゼンは次のように書いている。